# 大颖三芒草
大颖三芒草（学名：Aristida grandiglumis）是禾本科三芒草属的植物。分布在俄罗斯以及中国大陆的甘肃（敦煌）、新疆南部等地，生长于海拔1,400米的地区，常生于河滩沙丘，目前尚未由人工引种栽培。